# 加木屋駅
加木屋駅（かぎやえき）はかつて愛知県知多郡横須賀町加木屋（現在の東海市）にあった名古屋鉄道知多線の駅。
2024年（令和6年）3月16日に開業した加木屋中ノ池駅（加木屋町唐畑）よりも約0.7 km南加木屋駅寄りに存在した。

## 歴史
- 1931年（昭和6年）4月1日：知多鉄道の開業とともに開業[1]
- 1943年（昭和18年）2月1日：合併により名古屋鉄道知多線の駅となる。
- 1944年（昭和19年）：休止[4]。
- 1969年（昭和44年）4月5日：廃止[4]。

## 駅構造
相対式ホーム2面2線を有する駅であった。

## 駅周辺
- 宗像神社
- バロー加木屋店
- 愛知県道55号名古屋半田線 - 現道は西側、バイパスは東側。

## 跡地
駅があった面影は無い。名鉄知多線の東側にスーパーマーケット（バロー加木屋店）・衣料品店（あかのれん加木屋店）・ドラッグストア（ドラッグセイムス東海加木屋店）で構成される商業施設（各店舗とも同一敷地内に所在）がある。

## 隣の駅
所属路線、隣の駅は営業時代のもの。
名古屋鉄道
知多線
急行
通過
普通
高横須賀駅 - 加木屋駅 - 南加木屋駅